# Daniel Sanabria
Daniel Sanabria, paragvajski nogometaš, * 8. februar 1977, Asunción, Paragvaj.
Za paragvajsko reprezentanco je odigral 7 uradnih tekem.